# Liste der Monuments historiques in Buchères
Die Liste der Monuments historiques in Buchères führt die Monuments historiques in der französischen Gemeinde Buchères auf.

## Liste der Objekte
| Bezeichnung                           | Beschreibung                                                                                         | Standort                                                  | Kennzeichnung | Schutzstatus | Datum | Bild |
| ------------------------------------- | --- | --------------------------------------------------------- | ------------- | ------------ | ----- | ---- |
| Kirchenfenster                        | aus dem 16. Jahrhundert                                                                              | Courgerennes, in der Kapelle Nativité-de-la-Vierge (Lage) | PM10000379    | Classé       | 1913  |      |
| Kommunionbank                         | Eichenholz, 17. Jahrhundert                                                                          | Courgerennes, in der Kapelle Nativité-de-la-Vierge (Lage) | PM10004125    | Inscrit      | 1984  |      |
| Retabel                               | Holz, Stuck, Alabaster, 16. Jahrhundert; aus der Kapelle Nativité-de-la-Vierge; zugehörig PM10000377 | Buchères, in der Kirche Assomption-de-la-Vierge (Lage)    | PM10003072    | Classé       | 1894  |      |
| Relief Anbetung der Könige            | Alabaster, 16. Jahrhundert; aus der Kapelle Nativité-de-la-Vierge; 1972 gestohlen                    | Buchères, in der Kirche Assomption-de-la-Vierge (Lage)    | PM10000377    | Classé       | 1894  |      |
| Skulptur Madonna mit Kind             | Kalkstein, weiß getüncht und vergoldet, 15. Jahrhundert                                              | Courgerennes, in der Kapelle Nativité-de-la-Vierge (Lage) | PM10000378    | Classé       | 1908  |      |
| Tabernakel                            | Eichenholz,Kupfer, erste Hälfte des 17. Jahrhunderts; aus der Kapelle Nativité-de-la-Vierge          | Buchères, in der Kirche Assomption-de-la-Vierge (Lage)    | PM10000380    | Classé       | 1913  |      |
| Gedenkstein                           | Kalkstein, bezeichnet 1651                                                                           | Courgerennes, in der Kapelle Nativité-de-la-Vierge (Lage) | PM10004124    | Inscrit      | 1984  |      |
| Skulptur Madonna mit Kind             | Kalkstein, farbige Fassung weiß übertüncht, vergoldet, Anfang des 16. Jahrhunderts                   | Buchères, in der Kirche Assomption-de-la-Vierge (Lage)    | PM10000381    | Classé       | 1913  |      |
| Skulpturengruppe Unterweisung Mariens | Kalkstein, weiß getüncht, 16. Jahrhundert                                                            | Courgerennes, in der Kapelle Nativité-de-la-Vierge (Lage) | PM10003462    | Classé       | 1995  |      |